# Llança de foc
La llança de foc (xinès simplificat : 火枪 ; xinès tradicional : 火槍 ; pinyin : huǒ qiāng) va ser una arma de pólvora molt antiga que va aparèixer a la Xina i, fou una de les primeres armes de foc de les quals es té coneixement. Les primeres armes van aparèixer a la Xina a finals del segle xiii, la més antiga que es coneix data del 1288.

## Història
Va començar com un petit dispositiu pirotècnic unit a una arma semblant a una llança, que s'utilitzava per aconseguir un avantatge de xoc crític a l'inici d'un cos a cos. A mesura que la pólvora va millorar, es va augmentar la descàrrega explosiva i es van afegir residus o bales, donant-li alguns dels efectes d'una combinació de llançaflames i escopeta moderna, però amb un rang molt curt (3 metres o menys) i només un tir (algunes van ser dissenyades per a dos tirs). En futures llances de foc més grans i més potents, es va descartar la punta de llança, ja que aquestes versions eren massa difícils d'usar en el cos a cos. Aquestes es consideren una proto-arma, la predecessora del canó de mà, i l'avantpassat de totes les armes de foc. Les llances de foc que eren massa grosses per a un sol home, i es van situar sobre el terreny sobre un marc de suport; es podrien considerar com un proto- canó.

## Disseny
Les primeres llances de foc consistien en un tub, generalment de bambú, que contenia pólvora, lligat a una llança o una cosa semblant. Un cop encès, el tub de la pólvora expulsava un flux de flames en direcció a la punta de llança. Es van afegir posteriorment projectils a la pólvora, com bales de ferro o trossos de ceràmica. Un cop encesa, la càrrega de pólvora expulsava els projectils juntament amb la flama.
Els tubs de llança de foc metàl·lics van aparèixer a mitjans del segle xiii i es van començar a utilitzar independentment de la pròpia llança. El canó independent de metall era conegut com a "eruptor" i es va convertir en el precursor del canó de mà.

## Galeria

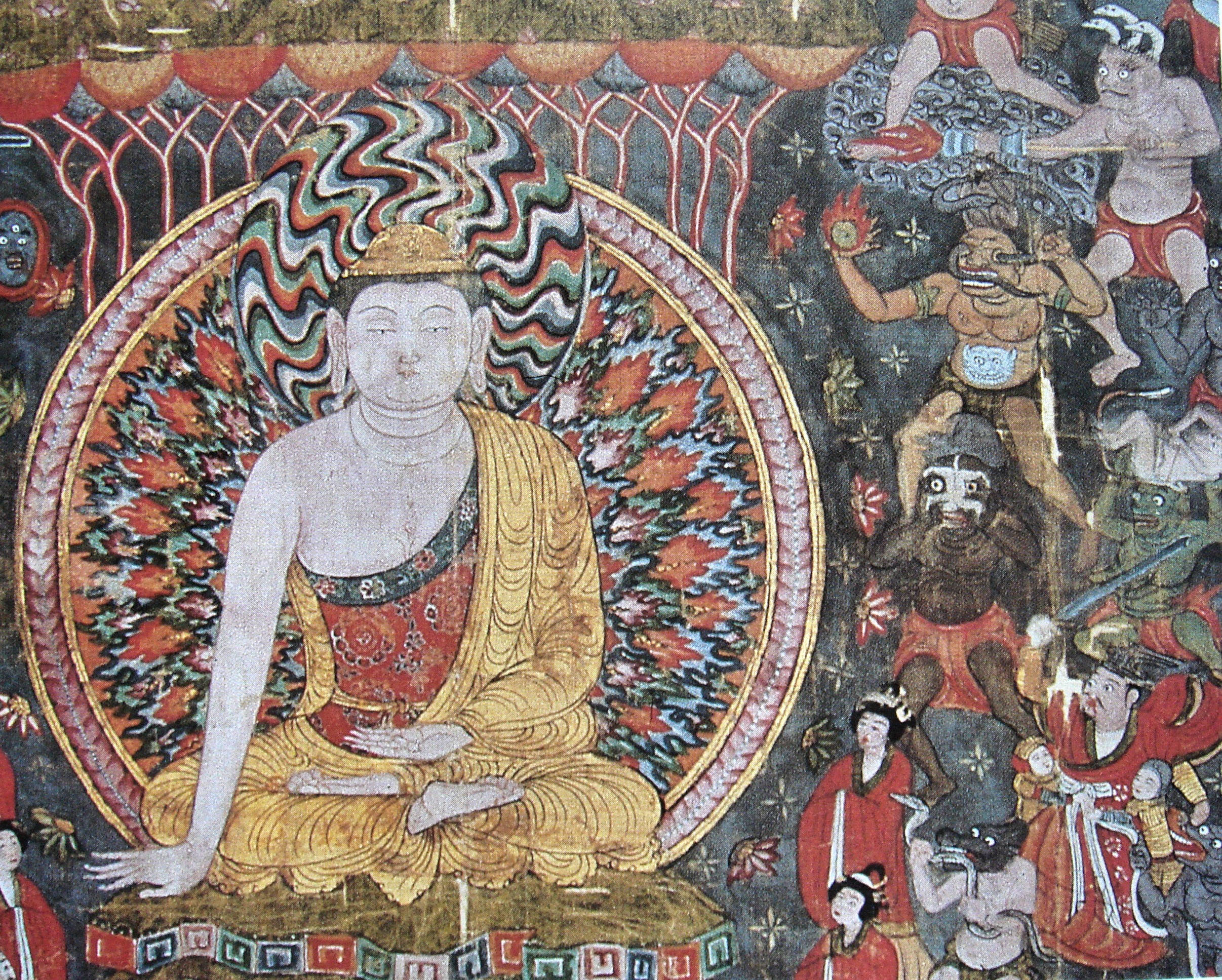
Primera representació coneguda d'una llança de foc (part superior dreta), Dunhuang, 950 AD.
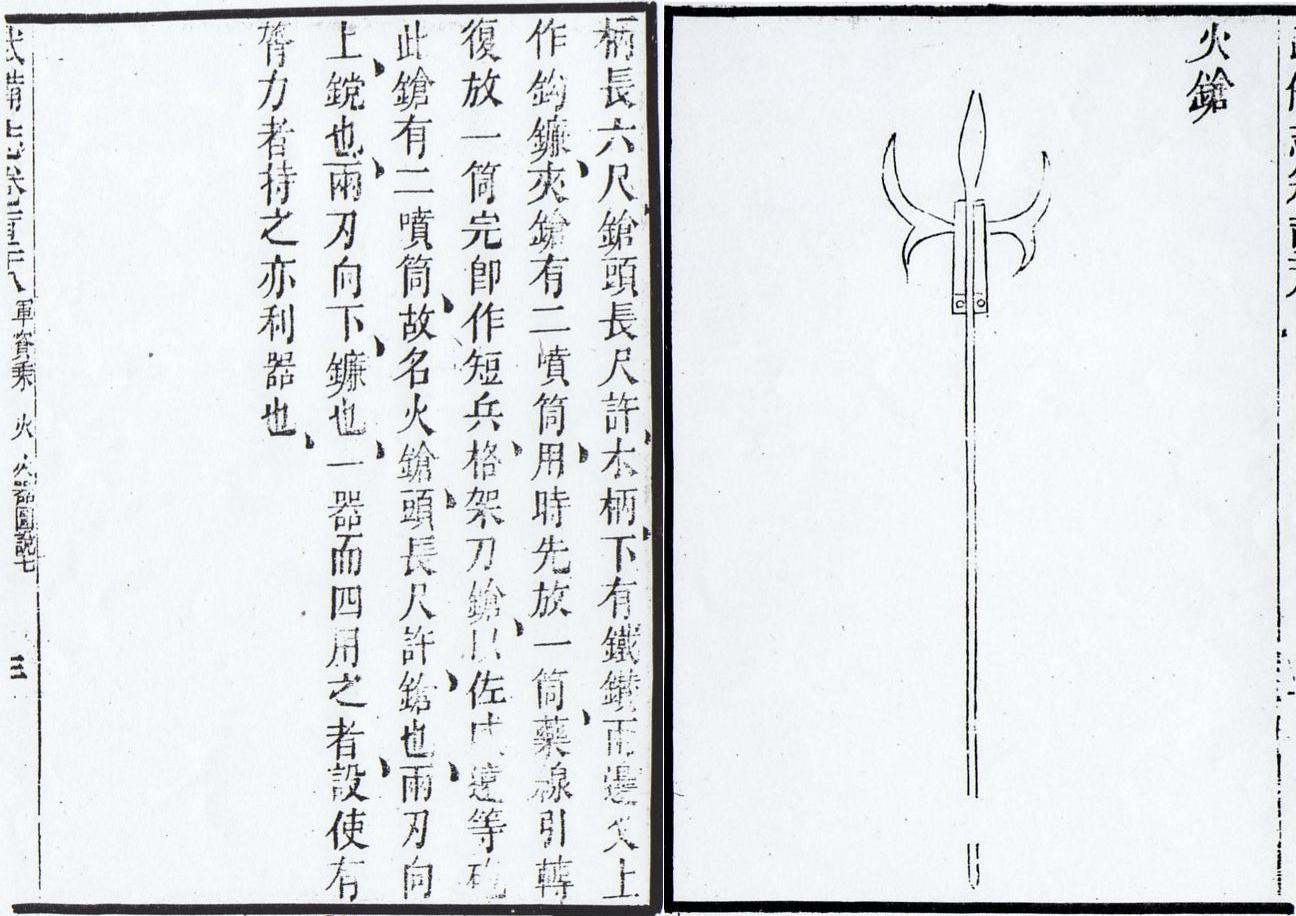
Una llança de foc del Wubei Zhi .
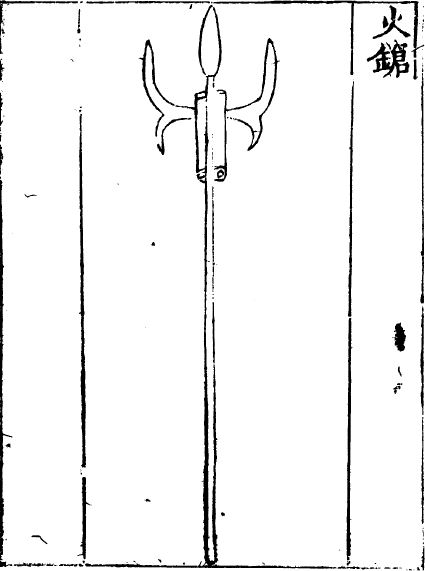
Una llança de foc de doble canó des del Huolongjing. Suposadament, van disparaven successivament: el segon s'encenia automàticament en acabar-se de disparar el primer barril.
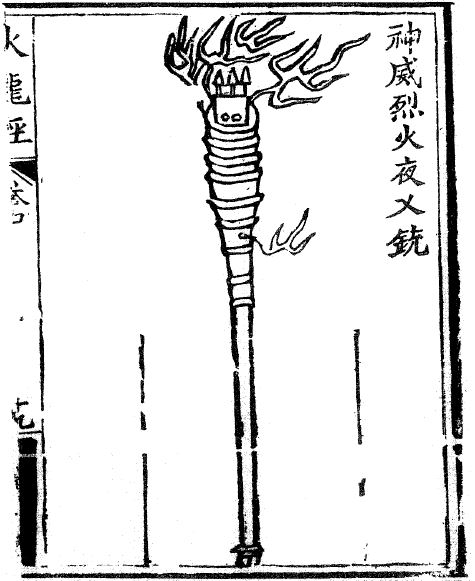
Una "llança de foc de Yaksha " com es representa a Huolongjing .
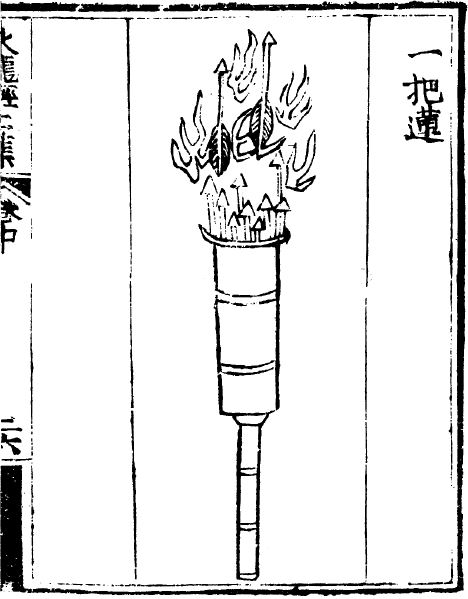
Un "grup de lotus" tal com es representa a Huolongjing. És un tub de bambú que dispara dards juntament amb flames.
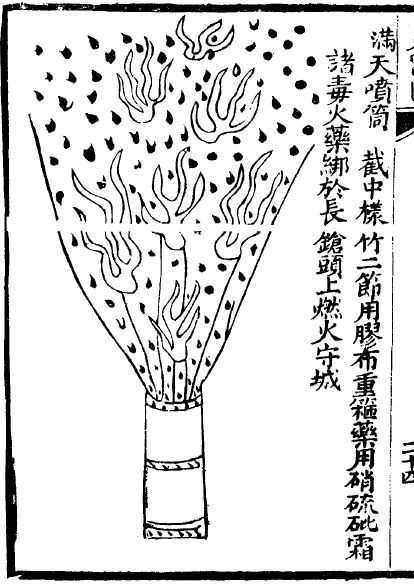
Un tub d'extinció com es representa a Huolongjing. Un tub de bambú ple d'una barreja de pólvora i fragments de porcellana.
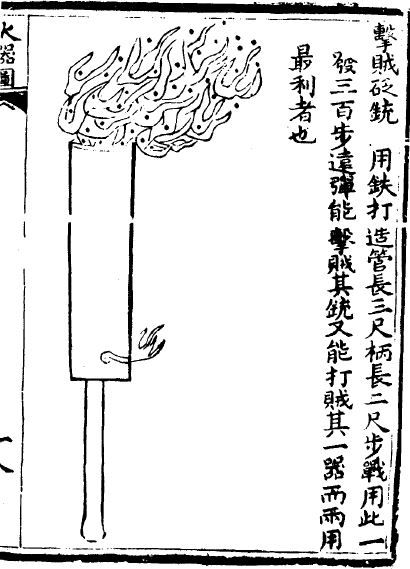
Una 'arma penetrant impactant' tal com es representa al Huolongjing. La primera llança de foc barrejada de metall coneguda, llança flames de pols de nitrat juntament amb projectils.
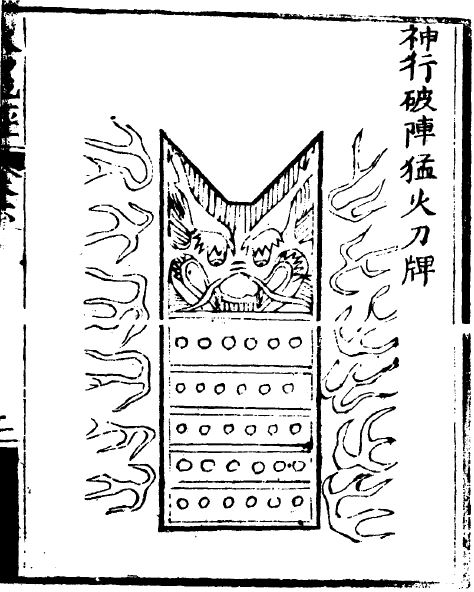
Un "escut d'espasa de falange divina" tal com es representa al Huolongjing. Un escut mòbil equipat amb llances de foc usats per trencar formacions enemigues.
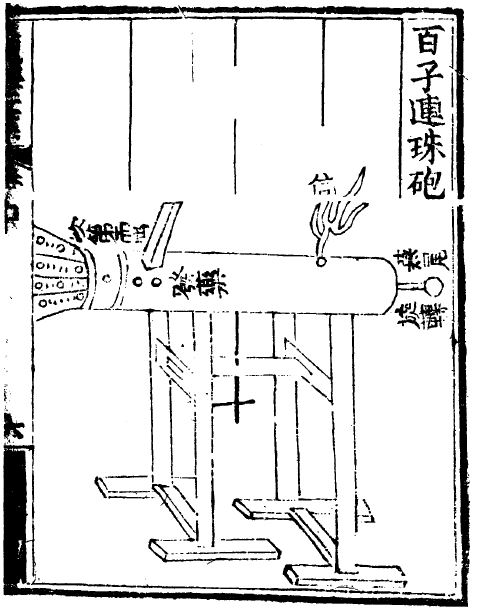
Essencialment, una llança de foc en un marc, tirant tirs de plom, que es carreguen en un magatzem i s'alimenten al barril quan es gira al voltant del seu eix.
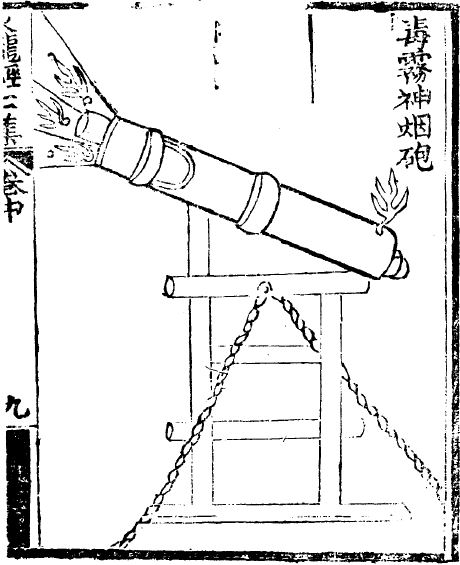
Un "eruptor de fum màgic de boira" com es representa a Huolongjing. Es disparen petits cartutxos que emeten fums verinosos.
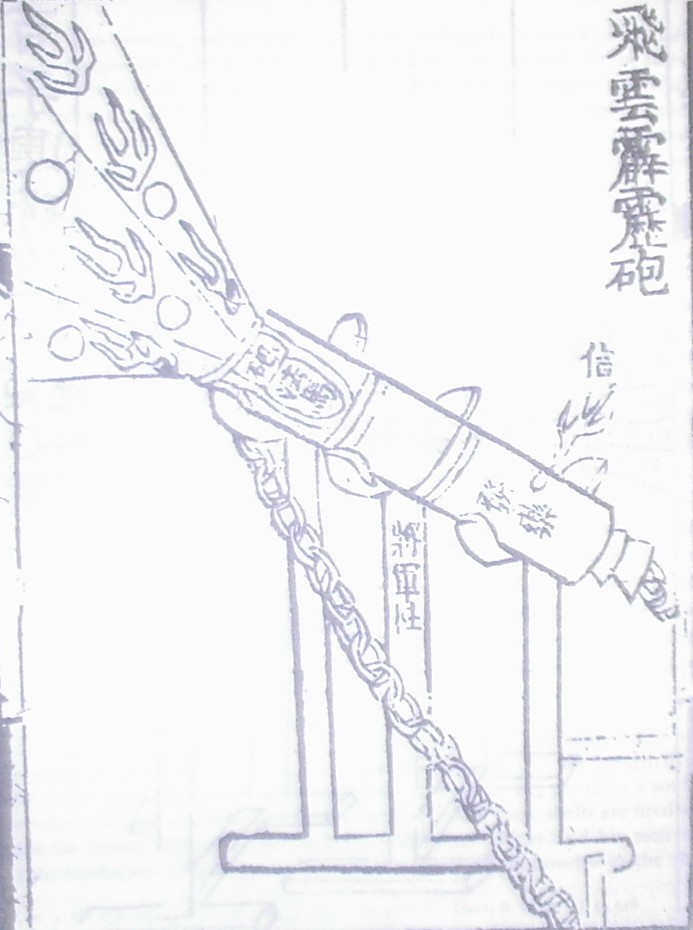
El canó del «volador de núvols» del Huolongjing
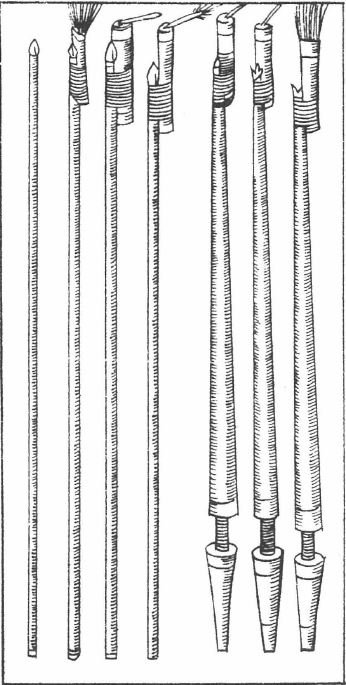
Il·lustracions de llances de foc de De la pyrotechnia per Vannoccio Biringuccio ca. 1540
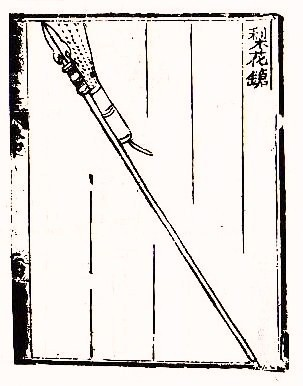
Una llança de foc tal com descriu el Huolongjing.